# 粤中专区
粤中专区，中华人民共和国广东省已撤消的行政区，在今广东省南部。1949年设置，专员公署驻台山县。辖江门市及台山、新会、开平、恩平、鹤山、高明、阳春、阳江、赤溪9县。
1950年，江门市升地级市；析开平县设三埠镇（县级）。
1952年，撤销粤中专区，将台山、赤溪、阳江、阳春、恩平、开平6县划归粤西行政区；新会、鹤山、高明3县划归粤中行政区。 